# Isabella Leong
Isabella Leong Lok Sze (Chino tradicional 梁 洛 施; portugués Luisa Isabel Nolasco da Silva, Macao, 23 de junio de 1988) es una cantante y actriz china, que reside en Hong Kong.

## Carrera
Fue descubierta cuando formaba parte de la banda infantil del Emperor Entertainment Group, como niña modelo. Más adelante inició la carrera musical, lanzando su álbum debut titulado 'Isabella', tan sólo con 16 años de edad. Isabella no consiguió el éxito esperado y decidió dedicarse a la actuación.
En 2004 participó como invitada en la serie de televisión de Sunshine Heartbeat. En 2005 hizo su debut cinematográfico en la película 'The Eye Infinity'. Fue nominada a "Mejor Nueva Artista" en los Premios de Cine de Hong Kong.

## Discografía
| Álbum # | Información del Álbum |
| ------- | --- |
| 1st     | Isabella - First Album Versions A, B, C Archivado el 16 de octubre de 2007 en Wayback Machine. - Release Date: 3 de septiembre de 2004 - Language: Cantonese - Package Weight: 300 g - Publisher: Emperor Entertainment Group (HK) - Lyrics  |
| 2nd     | I am Isabella (EP) - Release Date: 8 de julio de 2005 - Language: Cantonese - Package Weight: 260 g - Publisher: Emperor Entertainment Group (HK)                                                                                            |
| 3rd     | To Find Love (EP) - Release Date: 8 de julio de 2005 - Language: Cantonese - Package Weight: 210 g - Publisher: Emperor Entertainment Group (HK) - Lyrics                                                                                    |
| 4th     | I am Isabella (Complete Version) - Release Date: 16 de septiembre de 2005 - Language: Cantonese - Subtitle: Traditional Chinese - Package Weight: 380 g - Publisher: Emperor Entertainment Group (HK) - Other Information: CD + VCD - Lyrics |
| 5th     | Say Goodbye... Luisa (DualDisc) (CD+DVD) - Release Date: 15 de agosto de 2006 - Language: Cantonese - Subtitle: Traditional Chinese - Package Weight: 210 g - Publisher: Emperor Entertainment Group (HK) - Lyrics                           |

## Publicación
| Producto |
| --- |
| Isabella Photo Album - Formato: 80 páginas - Idioma: Traditional Chinese - Publisher: Megalink International Communications Ltd ISBN 988-98130-6-8 - Lanzamiento: 12 de agosto de 2005 |
| EEG Artiste Crystal - Isabella - Lanzamiento: 29 de mayo de 2006 - Package Weight: 510 g - Publisher: Emperor Entertainment Group Showroom (HK)                                        |
| Post Card - Isabella - Lanzamiento: 5 de mayo de 2005 - Package Weight: 20 g - Publisher: Emperor Entertainment Group (HK)                                                             |
| Isabella Artiste Profile - Lanzamiento: 6 de mayo de 2005 - Package Weight: 20 g - Publisher: Emperor Entertainment Group (HK)                                                         |

## Filmografía
| Año  | Título                                  | Personaje                                |
| ---- | --------------------------------------- | ---------------------------------------- |
| 2004 | Sunshine Heartbeat 赤沙印记＠四叶草２   | Girl asking for fortune                  |
| 2005 | The Eye 10 見鬼 10                      | April                                    |
| 2005 | Bug Me Not! 虫不知                      | Moon (小月)                              |
| 2005 | Dragon Squad 猛龍                       | Kong's daughter (江綽芝)                 |
| 2005 | A Chinese Tall Story 情癲大聖           | Red Child (紅孩兒)                       |
| 2006 | McDull, the Alumni 春田花花同學會       | Wing Yan (詠思)                          |
| 2006 | Isabella 伊莎貝拉                       | Cheung Bik-Yan (張碧欣)                  |
| 2006 | Dragon Tiger Gate 龍虎門                | voice                                    |
| 2006 | Diary (film) 妄想                       | Leung Wing Na/Ho Lai Yee (梁詠娜/何麗儀) |
| 2006 | The Knot 云水谣                         | Wang Xiao-rui (王曉芮)                   |
| 2007 | Simply Actors 戲王之王                  | Guest                                    |
| 2007 | Spider Lilies 刺青                      | Takeko (竹子)                            |
| 2008 | Missing 深海尋人                        | Chen Xiao-Kai (陳小凱)                   |
| 2008 | La momia: la tumba del emperador Dragón | Lin (小林)                               |